# Садовая-Каретная улица
Садо́вая-Каре́тная у́лица — московская магистраль, северный участок Садового кольца от Садовой-Триумфальной до Садовой-Самотёчной. Проходит между Малой Дмитровкой и Лиховым переулком. Расположена в Тверском районе.

## Происхождение названия
Ряд Садовых улиц (частей Садового кольца) образовался в 1816—1820 годах на месте снесённых укреплений Земляного Города. Освободившийся проезд был застроен домами, хозяева которых обязаны были разбивать при них палисадники и сады. Так возникло Садовое кольцо улиц, сохранившее своё название и после того, как в 1938 году при расширении магистрали сады были уничтожены. Данный отрезок Садового кольца вторую часть названия получил по примыкающей к нему улице Каретный Ряд. Во время реконструкции 1977 года улица была расширена: в неё были включены Угольная площадь и Угольный проезд (названные по рынку, где в XVIII — начале XIX веках продавали древесный уголь и дрова), а также часть Оружейного переулка.

## Описание
Садовая-Каретная располагается на севере Садового кольца от Садовой-Триумфальной до Садовой-Самотёчной улицы. Начинается от пересечения Садового кольца с Малой Дмитровкой из центра и Долгоруковской улицей — с периферии, здесь же с Садовым кольцом сходится Оружейный переулок. С внутренней стороны к ней примыкает улица Каретный Ряд с внутренней стороны и Краснопролетарская улица — с внешней. С внешней стороны от Садовой-Каретной под острым углом отходит Делегатская улица, затем от центра на неё выходит Лихов переулок, отделяющий Садовую-Каретную от Садовой-Самотёчной.

## Здания и сооружения
Дома располагаются только по внутренней чётной стороне. Противоположная сторона относится к Оружейному переулку.
- № 4-6, стр. 1 — жилой дом (1930—1948, архитекторы И. Л. Маркузе, Я. А. Корнфельд)[2][3][4].
- № 4-6, стр. 7 — Московское училище музыкального исполнительства им. Фредерика Шопена.
- № 8 — доходный дом Л. Н. Нейдгард (1912—1914, архитектор И. А. Герман)[2]. В доме жил художник К. Ф. Юон[3].
- № 10/5 — жилой дом. Здесь жили конферансье Борис Брунов[5], флейтист Юлий Ягудин[6], дирижёр Марк Эрмлер[7].
- № 18 — жилой дом конца XVIII — начала XIX века. Здесь в 1900-х годах размещалась редакция ежегодника «Вся Москва»[3]
- № 20 — жилой дом конца XVIII — начала XIX века[3]. В доме жили артист оперетты Григорий Ярон[8], певец Владимир Трошин[9].
- № 20, стр. 3 — гараж доходного дома А. П. Лебедева (1906). Один из последних сохранившихся в Москве автомобильных гаражей дореволюционной постройки был снесён в конце июня 2015 года.
- № 22, стр. 1 — доходный дом А. П. Лебедева (1906, архитектор С. М. Гончаров)[2]. Здесь жил журналист Юрий Ваньят[10].
- № 24/7 — здесь жил художник-постановщик И. Ю. Шлепянов[11].